# Erdgarten-Lauerwiesen
Erdgarten-Lauerwiesen ist der Name eines ortsübergreifenden Naturschutzgebietes mit einer Größe von 121,77 ha auf dem Gebiet der Gemeinde Hövelhof und der Stadt Delbrück im Kreis Paderborn. Es wird mit der Nummer PB-002 geführt und wurde im Jahr 2008 zum Erhalt und zur Optimierung des Feuchtwiesengebietes mit seiner Lebensgemeinschaft, der Niederung des Kroll- und Haustenbaches und wertvoller Feuchtwaldgesellschaften als Schutzgebiet ausgewiesen.

## Lage
Das zweiflächige Naturschutzgebiet Erdgarten-Lauerwiesen gehört naturräumlich innerhalb des Ostmünsterlandes zum Teilgebiet der Feuchtsenne. Es befindet sich südlich des Hövelhofer Siedlungsbereiches und östlich des Delbrücker Ortsteils Ostenland. Durch den größeren  Teil der Fläche verläuft die Delbrücker Stadtgrenze, während sich ein von dieser Fläche abgetrennter zweiter Bereich mit einer Größe von rund zehn Hektar komplett auf Delbrücker Gemarkung befindet. Im nord- bis südwestlichen Bereich wird die Schutzfläche vom Krollbach durchquert, der Haustenbach verläuft knapp südlich der Gebietsgrenze.

## Charakteristik
Beim NSG Erdgarten-Lauerwiesen handelt es sich um ein Feuchtwiesenschutzgebiet in nahezu ebener Niederungslage, das durch eine vielseitige Gliederung in überwiegend extensiv genutzte Feucht- und Nasswiesen, Gräben und Bachläufe, Bruchwälder und die für die ostmünsterländische Parklandschaft typischen Baumreihen, Einzelbäume und Hecken gekennzeichnet ist. Eine Besonderheit stellt das Vorkommen der mittlerweile selten gewordenen Sumpfdotterblumenwiesen dar. Weiterhin finden sich Übergänge zu Seggenrieden, Flutrasengesellschaften und Schilfröhricht-Bestände. Innerhalb des grundwassergeprägten Gebietes wurden zahlreiche Blänken angelegt. Weiterhin von hoher Bedeutung für das Schutzgebiet ist das Vorkommen unterschiedlich ausgeprägter Erlenbruchwälder, die neben reinen Formen auch als Übergangsform zur Waldgesellschaft von Auenbereichen zu finden sind.

## Flora und Fauna
Innerhalb der Schutzfläche konnten bei der jüngsten Erhebung 220 Farn- und Blütenpflanzen festgestellt werden, von denen 55 auf der Roten Liste gefährdeter Arten verzeichnet sind. Hierzu zählen unter anderem die Gewöhnliche Späte Gelb-Segge (Carex oederi), die Draht-Segge (Carex diandra), die Faden-Binse (Juncus filiformis) und der Zwerg-Igelkolben (Sparganium natans). In großen Beständen kommt die Wasserfeder (Hottonia palustris) im Gebiet vor, regelmäßig verbreitet sind die Arten Flutender Schwaden (Glyceria fluitans), Braun-Segge (Carex nigra) und Sumpf-Schachtelhalm (Equisetum palustre). 
Bei der jüngsten Kartierung der Avifauna konnten als typische Feuchtwiesenbewohner die Arten Großer Brachvogel (Numenius arquata), Kiebitz (Vanellus vanellus), Bekassine (Gallinago gallinago), Pirol (Oriolus oriolus) und Rohrweihe (Circus aeruginosus) als Brutvogel nachgewiesen werden. Innerhalb des Krollbachs gibt es ein Vorkommen von Bachforelle (Salmo trutta fario), Groppe (Cottus gobio) und Bachneunauge (Lampetra planeri), die im Durchflussbereich des Schutzgebietes ihren Verbreitungsschwerpunkt innerhalb des Gewässers erreichen.
Eine im Schutzgebiet vorkommende Heuschreckenart ist die Sumpfschrecke (Stethophyma grossum).